# Nekrolog 1925
Nekrolog
◄◄
| ◄
| 1921
| 1922
| 1923
| 1924
| 1925 | 1926 | 1927 | 1928 | 1929 | ► | ►►
1. Quartal |
2. Quartal |
3. Quartal |
4. Quartal 
Weitere Ereignisse | Allgemeiner Nekrolog 1925
Die Beschreibung der verstorbenen Person sollte so kurz wie möglich gehalten sein und nur deren signifikante Tätigkeit(en) enthalten.
Neue Namen ggf. auch unter dem Geburts- und Sterbedatum, also etwa unter 1. Januar und im Geburts- und Sterbejahr (2024) eintragen (nur bei entsprechender großer Wichtigkeit). Für Beispiele siehe die schon vorhandenen Artikel.
Außerdem über die fünf zuletzt Verstorbenen, zu denen es einen ausreichend guten Artikel für eine Präsentation auf der Hauptseite gibt, nach der todesbedingten Überarbeitung der Artikel ggf. auch unter Wikipedia Diskussion:Hauptseite informieren und sie am besten auch in den anderen Wikipedia-Sprachversionen eintragen. Tipp: Regelmäßig bei news.google.de nach „ist tot“, „gestorben“ oder „verstorben“ suchen.
Wenn eine Person gestorben ist, gibt es viele Seiten zu dieser Person in der Wikipedia, die davon auch betroffen sind und entsprechend aktualisiert werden müssen. Beispiele: Namenübersichtsseite, Geburtsjahr, Geburtsort-Seiten und viele mehr.
Wie finde ich die betroffenen Seiten?
Im Suchfeld auf der linken Seite gibt man den Suchbegriff so ein: „Vorname Nachname“. Dann klickt man auf Volltext und alle Seiten mit entsprechendem Suchtext werden aufgerufen. Hier sieht man dann schnell, wo auch das Todesjahr Sinn macht oder sogar ein Teil des Artikels angepasst werden muss. Auch hilft das „Werkzeug“ auf der linken Seite sehr gut, um solche Seiten aufzufinden: „Links auf diese Seite“. Somit ist die Wikipedia wieder aktuell in allen Bereichen! Hinweis: bei Eintragung der Kategorie „Gestorben JAHR“ wird der Missbrauchsfilter 49 ausgelöst, was jedoch nicht schlimm ist. Siehe: Spezial:Missbrauchsfilter/49
Dies ist eine Liste von im Jahr 1925 verstorbenen bekannten Persönlichkeiten. Die Einträge erfolgen innerhalb der einzelnen Daten alphabetisch sortiert. Tiere sind im Nekrolog für Tiere zu finden.
Die Liste ist nach Quartalen aufgeteilt:
- Nekrolog 1. Quartal 1925: Januar, Februar und März
- Nekrolog 2. Quartal 1925: April, Mai und Juni
- Nekrolog 3. Quartal 1925: Juli, August und September
- Nekrolog 4. Quartal 1925: Oktober, November und Dezember

## Datum unbekannt
| Edmundo Acebedo                    | uruguayischer Fußballspieler                                                                                |
| Gustav Behrend                     | deutscher Mediziner                                                                                         |
| Georg Berowitsch                   | christlicher Staatsmann des Osmanischen Reiches                                                             |
| Adolphe Blind                      | Schweizer Zauberkünstler und Sammler von Zauberliteratur                                                    |
| Enrico Carboni Boy                 | italienischer Rechtsanwalt und Politiker, Mitglied der Camera                                               |
| Nino Castelli                      | italienischer Skispringer und Ruderer                                                                       |
| Jan Chełmiński                     | polnischer Maler                                                                                            |
| Arthur Chuquet                     | französischer Historiker                                                                                    |
| William Otis Crosby                | US-amerikanischer Geologe                                                                                   |
| Fernando de Lucia                  | italienischer Opernsänger (Tenor)                                                                           |
| James Deering                      | US-amerikanischer Industrieller und Kunstsammler                                                            |
| Heinrich Georg Dendl               | deutscher Porträt-, Landschafts- und Stilllebenmaler                                                        |
| Heinrich Georg Drescher            | deutscher Zeichner                                                                                          |
| Franklin M. Drew                   | US-amerikanischer Politiker und Offizier                                                                    |
| Ahmed ben Mohammed el-Raisuli      | marokkanischer Rebell                                                                                       |
| Snowy Evans                        | australischer Maschinengewehr-Schütze                                                                       |
| Max Fanta                          | Apotheker und Erfinder                                                                                      |
| Luitpold Faustner                  | deutscher Landschaftsmaler und Genremaler                                                                   |
| Isaak Borissowitsch Feinerman      | russisch Publizist und Filmdramaturg                                                                        |
| Ernst Franke                       | deutscher Augenarzt                                                                                         |
| Ruggieru Friggieri                 | maltesischer Fußballspieler                                                                                 |
| Albert Gäckle                      | deutscher Bildhauer                                                                                         |
| James Michael Gallagher            | irischer Politiker                                                                                          |
| Hugo Gallenkamp                    | deutscher Jurist                                                                                            |
| Affortunato Gori                   | italienischer Bildhauer                                                                                     |
| Adolph Grünwald                    | jüdischer Kaufmann, Bauherr und Kunstsammler                                                                |
| Ludwig Hemmer                      | deutscher Drucker und Grafiker in Hannover                                                                  |
| Christian Hergl                    | deutscher Kommunalpolitiker                                                                                 |
| William Hillebrand                 | deutscher Chemiker                                                                                          |
| Carl von Hollitscher               | österreichisch-deutscher Unternehmer, Kunstsammler und Mäzen                                                |
| Emma Curtis Hopkins                | US-amerikanische Autorin und Religionsgründerin                                                             |
| Franz Horadam                      | deutscher Landschaftsmaler                                                                                  |
| Hermine von Janda                  | österreichische Landschafts- und Blumenmalerin                                                              |
| Marie-Louise Jaÿ                   | französische Unternehmerin und Gründerin des Großwarenhauses La Samaritaine                                 |
| Esther Rachel Kamińska             | polnische Schauspielerin                                                                                    |
| Léon Kann                          | französischer Bildhauer                                                                                     |
| Arkadi Ippolitowitsch Kelepowski   | russischer Politiker und Staatsmann                                                                         |
| Johannes Klais                     | Orgelbauer                                                                                                  |
| Rudolf Klein-Diepold               | deutscher Kunsthistoriker, Kunstschriftsteller und Kunstkritiker                                            |
| Alexander Alexandrowitsch Kornilow | russischer Historiker und Politiker                                                                         |
| Theodor Krohne                     | deutscher Kaufmann und Kommunalpolitiker                                                                    |
| Alberto Lobos                      | chilenischer Maler                                                                                          |
| Anton Mädler                       | deutscher Unternehmer und Mäzen                                                                             |
| Eduard Maubach                     | deutscher Landrat                                                                                           |
| Martin Mayer                       | deutscher Architekt                                                                                         |
| Frank Miller                       | amerikanischer Kryptologe                                                                                   |
| Heinrich Müller-Wachenfeld         | deutscher Maler                                                                                             |
| Raphaël Nannini                    | italienischer Bildhauer                                                                                     |
| Clara Nast                         | deutsche Schriftstellerin und Kinderbuchautorin                                                             |
| Adolf Paschen                      | deutscher Vizeadmiral der kaiserlichen Marine                                                               |
| Jules Patenôtre                    | französischer Diplomat                                                                                      |
| Ion Perdicaris                     | griechisch-amerikanischer Lebemann, dessen Entführung 1904 den sogenannten Perdicaris-Zwischenfall auslöste |
| Otto Schmidt-Hofer                 | deutscher Bildhauer                                                                                         |
| Charles Sedelmeyer                 | österreichisch-französischer Kunsthändler und Kunstsammler                                                  |
| Robert Sewell                      | Beamter im kolonialen Indien                                                                                |
| Pearl Starr                        | US-amerikanische Bordellbetreiberin im Wilden Westen                                                        |
| August Stricker                    | deutscher Mediziner                                                                                         |
| Henry O. Studley                   | Orgel- und Klavierbauer, Zimmermann, Steinmetz und Freimaurer                                               |
| Jaime Torrent                      | chilenischer Maler                                                                                          |
| Joseph Vallot                      | französischer Privatgelehrter                                                                               |
| Josef Rudolf Witzel                | deutscher Illustrator, Karikaturist, Plakatkünstler und Maler                                               |